# Gilotia perroti
Gilotia perroti là một loài bọ cánh cứng trong họ Oedemeridae. Loài này được miêu tả khoa học đầu tiên năm 1968 bởi Pardo-Alcaide.